# Stigmella liota
Stigmella liota là một loài bướm đêm thuộc họ Nepticulidae. Nó được miêu tả bởi Vari năm 1963. Nó được tìm thấy ở Nam Phi (Nó đã dược miêu tả ở the Soutpansberg District in Transvaal).